# SRAM Corporation

SRAM Corporation — приватна компанія, виробник велосипедних компонентів і запчастин, базується в Чикаго, штат Іллінойс, США. Була заснована в 1987 році. Акронім SRAM утворений від імен засновників компанії, Scott, Ray, and Sam, (де Ray - це друге ім’я глави компанії Stan Day). Компанія відома виробництвом різних, в тому числі власної розробки, велодеталей, зокрема, таких як: Grip Shift, EAGLE (1x12), DoubleTap, що відносяться до 1x11 трансмісій для гірських та дорожніх велосипедів і SRAM Red eTap.
Шляхом органічного зростання та поглинання інших компаній компанія стала провідним виробником велокомпонентів, що володіє відомими брендами: SRAM, Avid, RockShox, Truvativ, Quarq та Zipp. Компоненти переважно виробляє сама фірма (виробництво не віддають на аутсорс), фабрики розташовано у Португалії, Тайвані, Китаї та США. Відповідно, продукцію розповсюджують і продають від імені Original equipment manufacturer — оригінального виробника продукції по всьому світу.

## Історія
У 1988 році SRAM, у ролі стартап-компанії, запропонувала технологію Grip Shift (або twist shift) — рукоятки на велосипедному кермі, що перемикала передачу велосипеда для road bike, що було перенесено і на гірський велосипед у 1991 році.